# La morte di Superman
La morte di Superman (The Death of Superman) è un arco a fumetti (incrocio narrativo) pubblicato dalla DC Comics nel 1992, narrato sulle serie dedicate al personaggio Superman.
L'arco, concepito dall'editor Mike Carlin e dagli scrittori Dan Jurgens, Roger Stern, Louise Simonson, Jerry Ordway e Karl Kesel, riscosse un enorme successo: le serie di Superman guadagnarono un'enorme copertura mediatica internazionale e raggiunsero le vette delle classifiche di vendita.
L'arco completo (comprensivo anche delle sotto-saghe Funeral for a Friend e Reign of the Supermen!) venne intitolato La morte e il ritorno di Superman (The Death and Return of Superman).

## Trama
Nella storia, Superman combatte contro un'apparentemente inarrestabile macchina di morte chiamata Doomsday per le strade di Metropolis; nel numero conclusivo (Superman (vol. 2) n. 75) entrambi i contendenti muoiono per le ferite della battaglia.
Il crossover descrive la reazione del mondo alla morte di Superman nell'arco Funerale per un amico (Funeral for a Friend), l'apparizione di quattro individui che dichiarano di essere il "nuovo" Superman nell'arco Il regno dei Superman (Reign of the Supermen!) e il ritorno in azione del "vero" Superman.
I quattro personaggi che si contendevano il titolo di Superman erano l'Eradicatore, Superboy (Kon-El), Acciaio e Cyborg.

## Storia editoriale
Le saghe, originariamente pubblicate sulle serie di Superman tra il 1992 e il 1993, vennero raccolte in 3 volumi (The Death of Superman, World Without a Superman e The Return of Superman); in seguito l'intera storyline è stata ristampata nel volume The Death and Return of Superman Omnibus.
In italiano la storia della morte di Superman è stata pubblicata per prima dalla Play Press Publishing sul volume speciale La morte di Superman (febbraio 1993); le successive saghe sono state pubblicate sempre dalla Play Press sul quindicinale Superman, che cominciava con il n. 1 proprio dagli eventi successivi alla morte del personaggio. La storia della morte e del ritorno (escluso Il regno dei Superman) è stata poi ristampata in un volume della collana I classici del fumetto di Repubblica - Serie Oro, allegata al quotidiano la Repubblica. Nell'aprile 2008 l'intero arco è stata infine pubblicata in un unico volume di 800 pagine dalla Planeta DeAgostini.

## Accoglienza
L'arco della morte (e ritorno) di Superman attirò milioni di lettori alla DC Comics, nonostante la storia si dipanasse su differenti testate, tra cui Action Comics, Superman, Superman: The Man of Steel e Adventures of Superman. Uno dei creatori di Superman, Jerry Siegel, che nel 1961 aveva scritto una "storia immaginaria" con la morte del personaggio, incontrò l'editor Mike Carlin per rivelargli quanto fosse impressionato dalla "sua" versione dell'evento
La DC vendette tra i 2,5 e i 3 milioni di copie di Superman (vol. 2) n. 75 (l'ultimo episodio), con molti negozi che esaurirono le copie il giorno stesso dell'uscita.
La morte di Superman apparve mesi prima della rottura della schiena di Batman nell'arco Knightfall. Alcuni critici elogiarono la DC in quanto, a loro dire, stava attirando nuovi lettori in maniera coraggiosa e innovativa; altre critiche furono invece negative, considerando le due saghe solo come mosse pubblicitarie, dato che era poco probabile che la casa editrice avrebbe eliminato i suoi personaggi più popolari. Qualche anno dopo Chuck Rozanski, proprietario del rivenditore Mile High Comics, scrisse un saggio su Comics Buyer's Guide in cui incolpava la promozione de La morte di Superman di aver giocato un ruolo significativo nella crisi dell'industria fumettistica della fine degli anni novanta.

## Altri media

### Cinema
- Nel 2007 è stato distribuito il film direct-to-video Superman: Doomsday - Il giorno del giudizio, lungometraggio animato di 75 minuti che racconta le vicende dell'arco della morte e ritorno di Superman. Visto l'esigua durata a disposizione, è stato necessario però semplificare la storia[12].
- Il finale di Superman Returns ricorda molto alcuni momenti del fumetto, come i tentativi di rianimazione di Superman o i titoli dei giornali che ne annuncerebbero la morte.
- Nella battaglia finale di Batman v Superman: Dawn of Justice Superman viene colpito a morte, almeno apparentemente, proprio da Doomsday.
- Nel luglio 2017 la Warner Bros. ha annunciato due film del DC Universe Animated Original Movies basati sul fumetto: la prima parte è The Death of Superman in uscita nel 2018 e la seconda Il regno dei Superman nel 2019[13].

### Letteratura
Roger Stern ha adattato La morte di Superman in un romanzo, intitolato The Death and Life of Superman, nell'estate del 1993. È stato pubblicato in formato cartonato, e l'anno successivo in edizione brossurata. Una versione per giovani adulti, dal titolo Superman: Doomsday & Beyond, è stata scritta da Louise Simonson e pubblicata nello stesso periodo dell'edizione cartonata di Death and Life. La copertina è di Alex Ross.

### Radio
Dirk Maggs produsse un adattamento radiofonico della storia per BBC Radio 5, chiamato Superman: Doomsday & Beyond! (re-intitolato Superman Lives! negli Stati Uniti), con Stuart Milligan come Superman/Clark Kent/Kal-El e l'Eradicatore, William Hootkins come Lex Luthor, Lorelei King come Lois Lane, Vincent Marzello come Jimmy Olsen, Garrick Hagon come Jonathan Kent, Kerry Shale come Connor Kent/Kon-El/Superboy e Hank Henshaw/Cyborg, Eric Meyers come Guy Gardner, Denica Fairman come Maggie Sawyer, Liza Ross come Supergirl, Burt Kwouk come Dottor Teng e Leon Herbert come Dr. John Henry Irons/Acciaio. Le musiche originali erano di Mark Russell.

### Videogiochi
Nel 1994 è stato distribuito il videogioco The Death and Return of Superman, un picchiaduro a scorrimento sviluppato da Blizzard Entertainment e Sunsoft per Super Nintendo e Sega Mega Drive.

## Merchandising
Nel 1995, la Kenner ha pubblicato una linea di action-figure basata sul periodo de La morte di Superman, chiamata Superman: L'uomo d'acciaio, in cui vennero mostrati personaggi inediti come Superman con i capelli lunghi, Superboy, Steel, Doomsday, Conduit e l'esclusivo Eradicatore.

## Premi
- Il volume The Death of Superman ricevette il Comics Buyer's Guide Fan Award come "Favorite Reprint Graphic Novel or Album" (miglior albo o graphic novel ristampato) nel 1992.
- L'arco de Il regno dei Superman vinse il Comics Buyer's Guide Award come "Favorite Comic Book Story" (migliore storia a fumetti) nel 1992.